# تامر كروان
تامر كروان (11 فبراير 1969، القاهرة، مصر) مؤلف موسيقي وموزع وعازف بيانو مصري، ويعد من أشهر الموسيقيين ومؤلفي الموسيقى التصويرية المصريين في الوقت الحاضر.

## دراسته وحياته العملية
درس الهندسة الميكانيكية بالجامعة الأمريكية في القاهرة وتخرج منها في عام 1991، ولكنه لم يعمل أبدًا في مجال الهندسة وسرعان ما اتجه لدراسة الموسيقى في الأكاديمية الملكية للموسيقى بلندن، وعمل محررًا في هيئة الإذاعة البريطانية في عام 1994، ثم عمل مخرج أفلام وثائقية بشبكات أوربت. وكانت البداية الفعلية لكروان للعمل في مجال تأليف الموسيقى للسينما في عام 1999 من خلال فيلم (المدينة) للمخرج يسري نصر الله، ومنذ ذلك الوقت قام بتأليف الموسيقى للعديد من الأعمال السينمائية والتلفزيونية، منها: (باب الشمس، في شقة مصر الجديدة، كباريه، إحكي يا شهرزاد، بالألوان الطبيعية، سجن النسا).

## أعماله الفنية
| اسم المسلسل      | سنة الإنتاج |
| ---------------- | ----------- |
| سجن النسا        | 2014        |
| الإختيار         | 2020        |
| ساحرة الجنوب     | 2015        |
| واحة الغروب      | 2017        |
| نصيبي وقسمتك     | 2019        |
| ونحب تاني ليه    | 2020        |
| مملكة إبليس      | 2020        |
| 2020             | 2021        |
| لدينا أقوال أخرى | 2018        |
| ضد مجهول         | 2018        |
| خمسة ونص         | 2019        |
| حواري بوخاريست   | 2015        |
| غيد              | 2023        |
| بالحجم العائلي   | 2018        |
| بين عالمين       | 2017        |

| اسم الفيلم            | سنة الإنتاج |
| --------------------- | ----------- |
| في شقة مصر الجديدة    | 2007        |
| الوعد                 | 2008        |
| التوربيني             | 2007        |
| كباريه                | 2008        |
| احنا اتقابلنا قبل كده | 2008        |
| ألوان السما السبعة    | 2007        |
| قص ولزق               | 2007        |
| أحلام حقيقية          | 2007        |